# Лессер Хэмпден
Лессер Хэмпден (англ. Lesser Hampden) — футбольный стадион в Глазго (Шотландия), который расположен рядом с западной оконечностью стадиона Хэмпден Парк.
В 1923 году футбольный клуб «Куинз Парк» искал себя место для своих резервных и молодёжных команд. Он приобрёл ферму с западной стороны Хэмпден Парка и построил на её территории поле и трибуны. Во время своего открытия в 1924 году Лессер Хэмпден имел вместимость в 12 000 зрителей. Для снижения затрат первоначальное здание фермерского дома было сохранено и преобразовано в павильон и гардеробную. Этот фермерский дом, история которой восходит к началу XIX века, позволяет некоторым историкам футбола считать Лессер Хэмпден самым старым существующим футбольным стадионом в мире. Его раздевалки были закрыты в 2013 году по соображениям безопасности.
Во время Второй мировой войны Лессер Хэмпден был реквизирован британским правительством, чтобы служить базой для ополченцев. Были предложения отдать место обратно под сельское хозяйство, если возникнет нехватка продовольствия, но земля была возвращена футбольному клубу в конце войны в 1945 году.
В 1970-х годах на стадионе первая команда «Куинз Парк» провела несколько своих официальных матчей. Во время реконструкции главного стадиона Хэмпден Парк в 1990-х годах, клуб играл матчи Футбольной лиги Шотландии на Лессер Хэмпдене. В 2002 году было обнаружено, что он был заражён токсичным хромом, побочным продуктом старого химического завода, расположенного в соседнем Рутерглене. Очистка арены обошлась в £ 40 000.
В сентябре 2018 года было объявлено о том, что «Куинз Парк» будет использовать Лессер Хэмпден как домашний стадион после того, как продал Хэмпден Парк Шотландской футбольной ассоциации.